# Neferneferuaten Tasherit
Neferneferuaten Tasherit var en prinsessa under Egyptens artonde dynasti.  Hon var den fjärde av sex döttrar till farao Akhenaten och drottning Nefertiti. 
Hon är känd från flera avbildningar i Amarna, och föddes troligen där. Hon avbildas som närvarande vid sin äldre syster Meketatens död. Det är okänt när hon dog och vad som skedde med henne, men hon har förmodats dött i ung ålder i Amarna. 
Hon har ibland utpekats som en av personerna bakom den kvinnliga faraonen Neferneferuaten.